# Kevin Federline

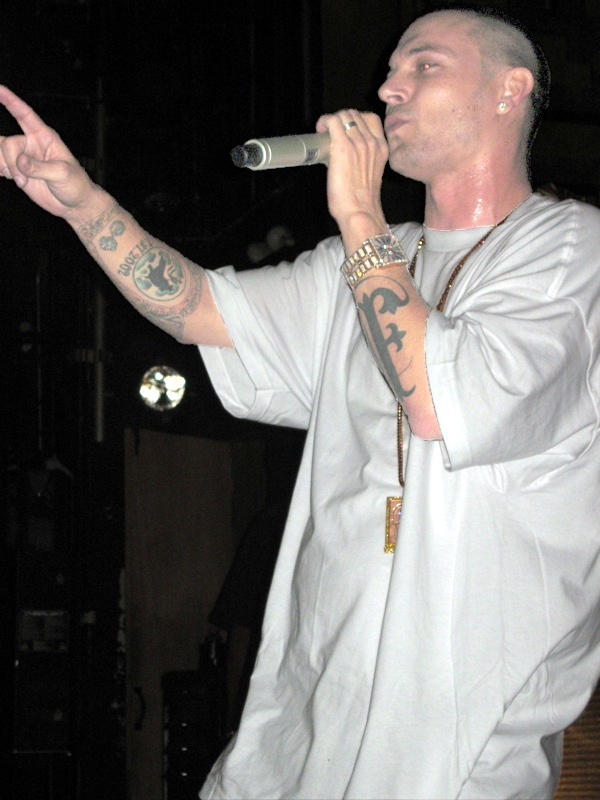
Kevin Federline (um 2007)

Kevin Earl Federline (* 21. März 1978 in Fresno, Kalifornien) ist ein ehemaliger US-amerikanischer Tänzer und Rapper. Durch seine Ehe mit dem Popstar Britney Spears von 2004 bis 2007 erlangte er internationale Bekanntheit.

## Leben
Kevin Federlines Eltern, Mike, ein Automechaniker, und Juli, eine Kassiererin, ließen sich scheiden, als Federline acht Jahre alt war. Er zog gemeinsam mit seiner Mutter und seinem Bruder Chris nach Carson City, Nevada. Mit elf Jahren zog er zusammen mit Chris wieder zurück zu seinem Vater nach Fresno. Kevin verließ die High School im neunten Schuljahr.
Federline arbeitete als Backgroundtänzer für Christina Milian, NSYNC, Justin Timberlake, Pink, Michael Jackson, Destiny’s Child, Lyte Funkie Ones sowie für Britney Spears, die er dadurch kennenlernte. Der Öffentlichkeit bekannt wurde Federline durch seine Heirat mit Spears am 18. September 2004. Zuvor lebte er mit Shar Jackson zusammen, mit der er zwei Kinder hat. Federline und Spears begannen ihre Beziehung bereits während Jacksons zweiter Schwangerschaft. Mit Spears hat Federline ebenfalls zwei Kinder.
Als Sänger und Rapper trat Federline mit seiner ersten offiziellen Single Lose Control bei den Teen Choice Awards 2006 auf. Federlines Auftritt erlangte gemischte Kritiken, so wurde er von der Associated Press als „nicht genial“ aber besser als erwartet bezeichnet.
Unter Hip-Hop-Fans wird Federline vornehmlich nicht ernst genommen, so wurde er von Elliot Wilson, dem Vorsitzenden des XXL Magazine, als „ein Witz“ bezeichnet.
Federlines vorherige Single, PopoZão, wurde am 1. Januar 2006 veröffentlicht, jedoch aufgrund des Misserfolgs nicht mit in sein Debütalbum Playing with Fire genommen, welches im Oktober 2006 an Halloween in den USA in den Handel kam. Der Popstar schrieb an allen dreizehn Liedern des Albums mit. Trotz monatelanger Werbung stieg Playing with Fire in den US Billboard 200 mit 6.400 verkauften Kopien in der ersten Woche am 18. November nur auf Platz 151 in den Billboard 200 ein. In den speziellen Heatseekers-Charts wurde Platz 2 erreicht. Aus beiden Charts fiel das Album jedoch schon nach einer Woche.
Ab Ende Oktober 2006 absolvierte Federline einige Auftritte für World Wrestling Entertainment, wobei im Gegenzug Werbung für sein Album während der WWE-Sendungen geschaltet wurde. Durch Interview-Segmente begann er eine Fehde gegen den amtierenden WWE Champion John Cena. Im November trat Federline beim Pay Per View Cyber Sunday auf und mischte sich in ein Triple Threat Match ein, wodurch er Cena am Gewinn des World Heavyweight Championship hinderte. Bei der darauffolgenden Ausgabe von WWE RAW forderte Federline Cena zu einem Match bei der RAW-Ausgabe im Januar 2007 heraus. Die Herausforderung wurde von Cena kurz darauf angenommen. Federline gewann dieses Match nach Eingreifen von Umaga.
Zusammen mit Britney Spears erschien er in der TV-Reality-Show Britney & Kevin: Chaotic, welche das Privatleben des Ehepaars aus eigener Sicht dokumentierte. Federline und Spears drehten die Heimvideos selbst. Außerdem bekam er einen Auftritt in dem Film Street Style und der Fernsehserie CSI, die am 12. Oktober 2006 in den USA und in Kanada ausgestrahlt wurde.
Am 7. November 2006 reichte Spears eine Woche nach Veröffentlichung seines Albums aufgrund unüberbrückbarer Differenzen die Scheidung ein. Der voreheliche Ehevertrag des Paars sprach Kevin Federline je 360.000 US-Dollar für die Hälfte aller Jahre, welche die Ehe hielt, zu. Durch diese Vereinbarung bekäme Federline 360.000 US-Dollar, da Spears und er zwei Jahre lang verheiratet waren. Die Scheidung ist inzwischen vollzogen. Aufgrund einiger Eskapaden in Spears’ Leben bekam Federline für die gemeinsamen Kinder zunächst das alleinige Sorgerecht zugesprochen; seit 2011 teilen die beiden sich das Sorgerecht je zur Hälfte.
2008 hatte Federline mehrere Auftritte in der fünften Staffel von One Tree Hill als Sänger einer Band. 2009 hatte er eine Minirolle in American Pie präsentiert: Das Buch der Liebe. Außerdem hat er an mehreren Abnehm-Reality-TV-Shows teilgenommen. Seit 2008 ist er mit der ehemaligen Volleyballspielerin Victoria Prince zusammen, mit der er zwei weitere Kinder bekommen hat. Am 10. August 2013 heirateten die beiden.

## Diskografie

### Alben
| Jahr | Titel             | Höchstplatzierung, Gesamtwochen, AuszeichnungChartsChartplatzierungen (Jahr, Titel, Platzierungen, Wochen, Auszeichnungen, Anmerkungen) | Anmerkungen                                                   |
| Jahr | Titel             | US | Anmerkungen                                                   |
| ---- | ----------------- | --- | ------------------------------------------------------------- |
| 2006 | Playing with Fire | US151 (1 Wo.)US | Erstveröffentlichung: 31. Oktober 2006 Verkäufe: 16.000 (USA) |